# Credo, quia absurdum est
Credo quia absurdum est — латинська фраза, що означає «Вірую, бо це абсурд», яку приписують Тертуліану.  

## Авторство
Часто приписувана Тертуліану, ця цитата є апокрифічною. Реальне речення Тертуліана із праці "Про плоть Христа" (De Carne Christi), яке, можливо, надихнуло цю цитату, є:
Crucifixus est Dei filius; non pudet quia pudendum est. Et mortuus est Dei filius; credibile est quia ineptum est. Et sepultus resurrexit; certum est quia impossibile.
Українською мовою:
Син Божий був розп'ятий? Я не соромлюся, бо мав би соромитися. Син Божий помер? Ви повинні в це повірити, тому що це абсурд. Він був похований і воскрес: це безсумнівно, тому що це неможливо.

## Переклад
В українській мові не існує академічно закріпленого перекладу сталого вислову, тому часто можна зустріти варіації як «вірую, тому що абсурдно», «вірую, бо абсурдно», а також вище поданого, «вірую, бо це абсурд». Передостанній найімовірніше є дослівним перекладом російського «верую, ибо абсурдно».
Прикметник absurdum конкретно перекладається як «позбавлений смаку, недоречний, неримований, безглуздий, нерозумний, абсурдний».